# نفلیوم
نفلیوم (نام علمی: Nephelium) نام یک سرده از تیره ناترکیان است.